# Psychotria stipulosa
Psychotria stipulosa är en måreväxtart som beskrevs av Johannes Müller Argoviensis. Psychotria stipulosa ingår i släktet Psychotria och familjen måreväxter. Inga underarter finns listade i Catalogue of Life.